# Rummikub číselný
Rummikub je hra, kterou vymyslel ve 40. letech 20. století Efrajim Hercano, izraelský tvůrce her. Hru distribuoval do západní Evropy a Ameriky. V roce 1978 publikoval její autor pravidla v knize Official Rummikub Book.
Ocenění
- roku 1977 se stala nejprodávanější hrou v USA,
- v roce 1980 hra získala ocenění Spiel des Jahres (německá Hra roku) a
- v roce 1983 Spel van het Jaar award (holandská Hra roku).

## Stručný popis
Hra obsahuje 2×52 destiček s čísly od 1 do 13 a 4 destičky se sluníčkem (žolík), pro každého hráče pak jeden stojánek.
Každý hráč dostane určitý počet destiček, které si srovná na stojánku. Hráč, který je na tahu si dobírá jednu a může vyložit, či rozšířit povolenou kombinaci nejméně tří destiček (postupka jedné barvy nebo jedna hodnota v nestejných barvách). Přitom lze doplňovat a využívat i vyložené destičky a rozdělovat dlouhé postupky. Ten, který se jako první zbaví všech svých destiček, vyhrál.
Jelikož hra svým složením odpovídá dvěma standardním balíčkům francouzských karet (kanastové karty) se čtyřmi žolíky, rozšířila se hra více než v této, ve své karetní podobě.
Hra pro větší počet hráčů, než standardní čtyři, má příslušně větší počet barev, např. 6.